# Phyllonorycter holodisci
Phyllonorycter holodisci là một loài bướm đêm thuộc họ Gracillariidae. Loài này sinh sống ở Hoa Kỳ (California).
là một loài bướm đêm thuộc họ Gracillariidae. Loài này sinh sống ở
Ấu trùng ăn Holodiscus discolor. Chúng ăn lá cây nơi chúng làm tổ.